# Hein Bollow

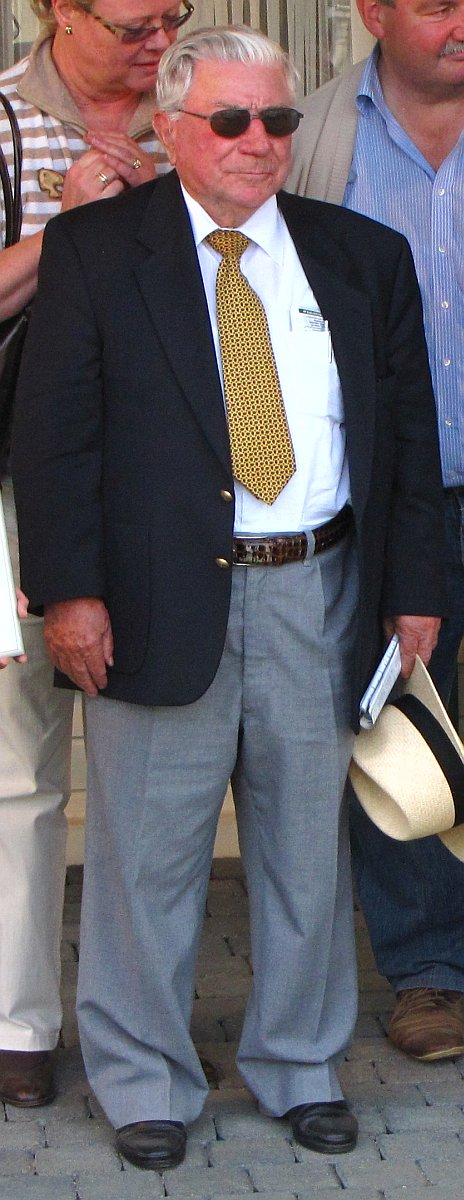
Hein Bollow 2011

Heinrich „Hein“ Bollow (* 5. Dezember 1920 in Nienstedten; † 20. April 2020 in Köln) war einer der erfolgreichsten deutschen Jockeys und Trainer im deutschen Galoppsport.

## Leben
Seine Lehrzeit absolvierte Bollow bei Trainer Anton „Pan“ Horalek in Hoppegarten in der Nähe von Berlin. In seiner aktiven Zeit von 1936 bis 1963 ritt er 1033 Siege, davon 4 im Deutschen Derby mit Allasch (1953), Kaliber (1954), Kilometer (1956) und Herero (1962). Dreizehnmal gewann  Bollow das Deutsche Jockey-Championat. Seit 1947 lebte er in Köln.
Seine aktive Zeit als Trainer dauerte von 1963 bis 1988. Hier konnte er 1661 Siege verbuchen, davon einen Derby-Sieg auf der Galopprennbahn Hamburg-Horn mit Marduk (1974). Im Jahr 1965 gelang ihm das einzige Trainer-Championat im dauernden Wettbewerb gegen seinen ehemaligen Berufsschulkollegen, die Trainerlegende Heinz Jentzsch. Bollow war die erste Person, welche im Galoppsport sowohl im Sattel als auch als Trainer jeweils mehr als 1000 Siege erzielen konnte. Er wurde deswegen oft als Legende des Galoppsports bezeichnet.
Er war noch bis ins letzte Lebensjahr regelmäßiger Gast auf der Galopprennbahn Köln-Weidenpesch. Er wohnte zuletzt in einem Seniorenheim in der Nähe der Rennbahn.
Hein Bollow wurde Mitte April 2020 in ein Krankenhaus eingeliefert. Er starb am 20. des Monats im Alter von 99 Jahren in Köln an den Folgen eines Schlaganfalls. Seine Grabstätte befindet sich auf dem Kölner Nordfriedhof.

## Ehrungen
- Bundesverdienstkreuz 1. Klasse (18. Dezember 1975)[3]